# Janica Tomić
Janica Tomić (Karlovac, 26. listopada 1980. – Zagreb, svibanj 2024.) bila je hrvatska filmologinja i komparatistica, autorica »pionirske studije« švedskoga filma u hrvatskoj filmologiji. Radila je kao profesorica filma i književnosti na katedri skandinavistike Filozofskog fakulteta u Zagrebu te kao predavačica i sutkinja na vinskim natjecanjima za Wine & Spirit Education Trust u Hrvatskoj.
Bila je redovnom članicom Hrvatskog društva filmskih kritičara, Hrvatskog filološkog društva i Međunarodne asocijacije komparativne književnosti.

## Životopis
Kći je Andre Tomića, hvarskoga vinara te osnivača vinarije „Vina Tomić”. Završila je komparativnu književnost, anglistiku te slobodni studij švedskoga jezika i književnosti na Filozoskome fakultetu u Zagrebu, a 2012. godine doktorirala je u području filmologije pod mentorstvom Nikice Gilića i Deana Dude.
Godine 2004. Tomić je završila kvalifikaciju 3. stupnja WSET-a u Londonu. Na katedri za skandinavistiku u Zagrebu radila je od 2005. godine, a predavala je kolegije filma i književnosti, isprva kao asistentica, a kasnije kao docentica. Iste je godine započela raditi kao suradnica Leksikografskog zavoda Miroslav Krleža na projektima poput Hrvatske enciklopedije i Filmskog enciklopedijskog rječnika. Godine 2016. dovršila je kvalifikaciju 4. stupnja te dobila diplomu WSET-a u Rušti i Londonu.
Više je puta bila gostujuća profesorica na Sveučilištu u Stockholmu te Sveučilištu u Lundu, a surađivala je i s Filološkim fakultetom u Beogradu te Školom medijske kulture „dr. Ante Peterlić”. Predavala je izborne filmološke kolegije na preddiplomskim i diplomskim studijima skandinavistike, te na Doktorskom studiju književnosti, izvedbenih umjetnosti, filma i kulture Filozofskog fakulteta u Zagrebu.
Izlagala je o filmu i književnosti na Festivalu nijemog filma PSSST!, na kojemu je bila i članica programskog vijeća, Filmskoj čitanci Hrvatskoga filmskog saveza, Danima Marije Jurić Zagorke te drugim prigodama.

## Istraživački rad
U istraživačkome radu bavila se teorijom i poviješću filma i književnosti te skandinavske kinematografije, a primarni su joj interesi bili skandinavski mediji te doticaji kulturne i filmske teorije. Objavila je brojne radove u časopisima poput Hrvatskog filmskog ljetopisa, Književne smotre, Umjetnosti riječi, Filmonauta, Studies in world cinema i drugih.

### Knjige
- Žive slike/Levande bilder: Prilozi povijesti švedskoga filma. Hrvatski filmski savez, Hrvatska sveučilišna naklada i Društvo hrvatskih filmskih redatelja. Zagreb. 2024. ISBN 978-953-7033-75-0

### Poglavlja
- Moonstone: The Cinema that Always Was. Critical Approaches to Sjón: North of the Sun. Routledge. New York. 2024. ISBN 978-1-0325-804-63 (Badley, Linda; Dagsdóttir, Úlfhildur; Mose Gitte, ur.)
- Pogledi na sjever: hrvatski putopisci u Skandinaviji 1930-ih. Glimpses of the North: Discovering Scandinavia and Scandinavian Studies. Srednja Europa. Zagreb. 2014. str. 117–132. ISBN 978-953-7963-21-7 (Antunović, Goranka, ur.)
- Nätverksberättande i samtida film och litteratur. Litteratur och film: Samband och samspel ur skandinaviskt perspektiv. University of Tartu Press. Tartu. 2011. str. 145–158. ISBN 978-9949-19-930-3 (Nyström, Esbjörn; Stokstad, Ingunn; Kangur, Katrin, ur.)
- From Scandinavian Detective Films to The Wire. Generic Attractions, New Essays on Film Genre Criticism. Michel Houdiard Editeur. Pariz. 2010. str. 247–259. ISBN 9-782356-920331 (Azcona, María del Mar; Deleyto, Celestino, ur.)

## Vanjske poveznice
- Profil na CroRIS-u
- Profil na Researchgateu